# Пам'ятний трофей Колдера
Пам'ятний трофей Колдера (англ. Calder Memorial Trophy) — приз найкращому новачку сезону НХЛ. Вручається гравцю, що найкраще проявив себе серед хокеїстів, котрі проводять перший повний сезон в національній хокейній лізі.

## Історія
Трофей вручався 72 рази з дня заснування в 1937 році. Переможець обирається шляхом голосування членів Асоціації спортивних журналістів НХЛ (Professional Hockey Writers' Association) по закінченні кожного регулярного сезону.
Приз названий на честь першого президента НХЛ Френка Колдера. Починаючи з сезону 1936—1937 років він особисто купував найкращому новачку сезону кубок. Після його раптової смерті в 1943 році, ліга для вшанування пам'яті Френка запровадила такий трофей на постійній основі.
У 1990 році Пам'ятний трофей Колдера виграв найстарший гравець в історії присудження трофею. Хокеїсту «Калгарі Флеймс», Сергію Макарову, був на той момент 31 рік. Не зважаючи на свій солідний досвід виступів за ХК ЦСКА, в НХЛ він все рівно вважався новачком. Після того сезону правила вручення трофею були змінені. Тепер жоден гравець, котрий старший 26 років до 15 вересня того сезону, який для нього є першим, не може вважатися новачком.
Для того щоб претендувати на трофей, гравець не може зіграти 25 або більше поєдинків в будь-якому з попередніх сезонів. Так само він не може бути заграним в шести або більше матчах в одному з будь-яких двох попередніх сезонів головних північноамериканських ліг. Саме через це правило в сезоні 1979—1980 років, Вейн Гретцкі, не зважаючи на те, що він став 2 бомбардиром ліги, набравши 137 очок, не став володарем трофею Колдера. Адже попередній сезон, 1978—1979 років, він провів в лізі всесвітньої хокейної асоціації (WHA). Найбільшу кількість трофеїв здобули гравці «Торонто Мейпл Ліфс», їхні хокеїсти отримували трофей Колдера 9 разів.
Голосування, що визначає переможця проводиться одразу по закінченні регулярної частини сезону НХЛ. Кожен з членів Асоціації спортивних журналістів НХЛ обирає свою п'ятірку кандидатів на приз за системою балів: 10-7-5-3-1. Найкращу трійку і переможця оголошують після закінчення сезону, на церемонії нагородження НХЛ.

## Володарі

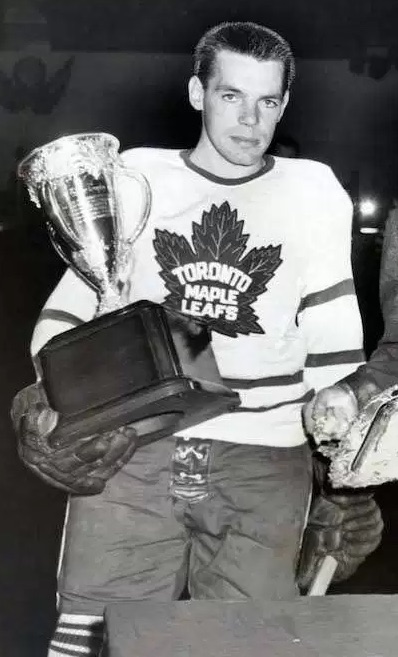
Хові Мікер

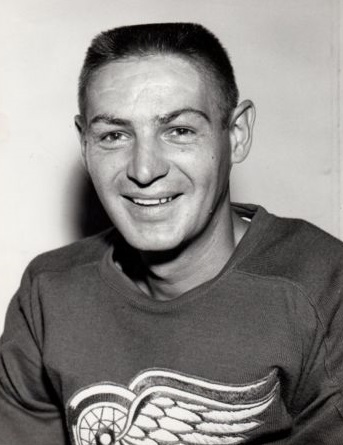
Террі (Тарас) Савчук

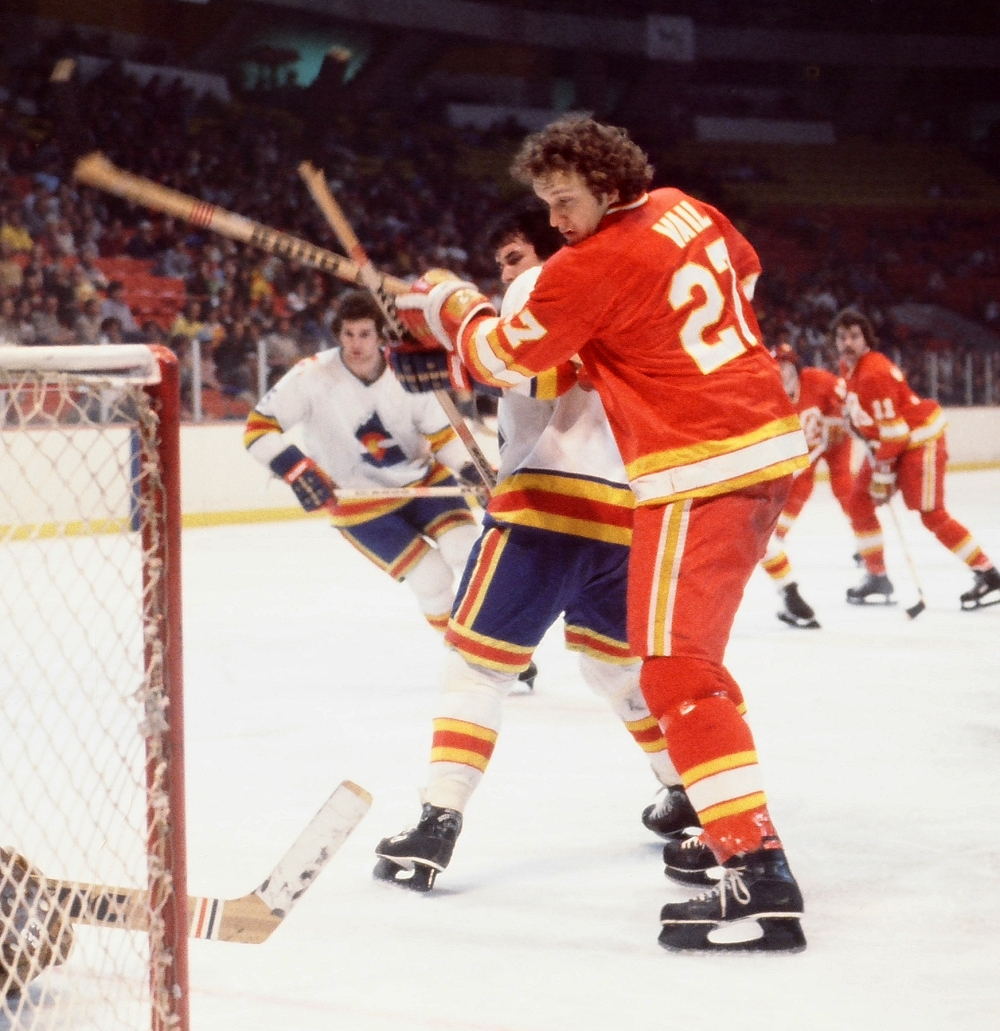
Ерік Вайл

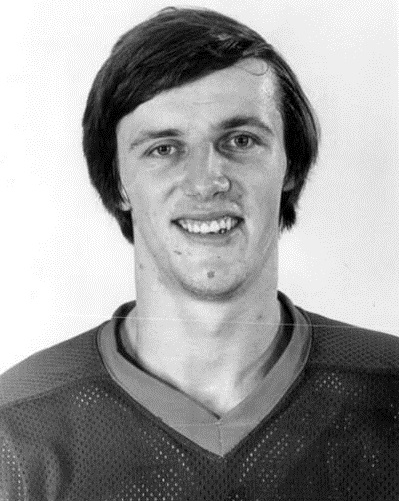
Майк Боссі

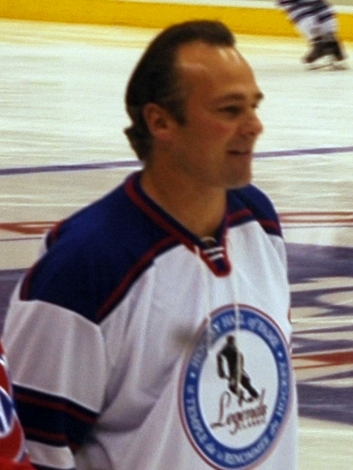
Дейл Гаверчук

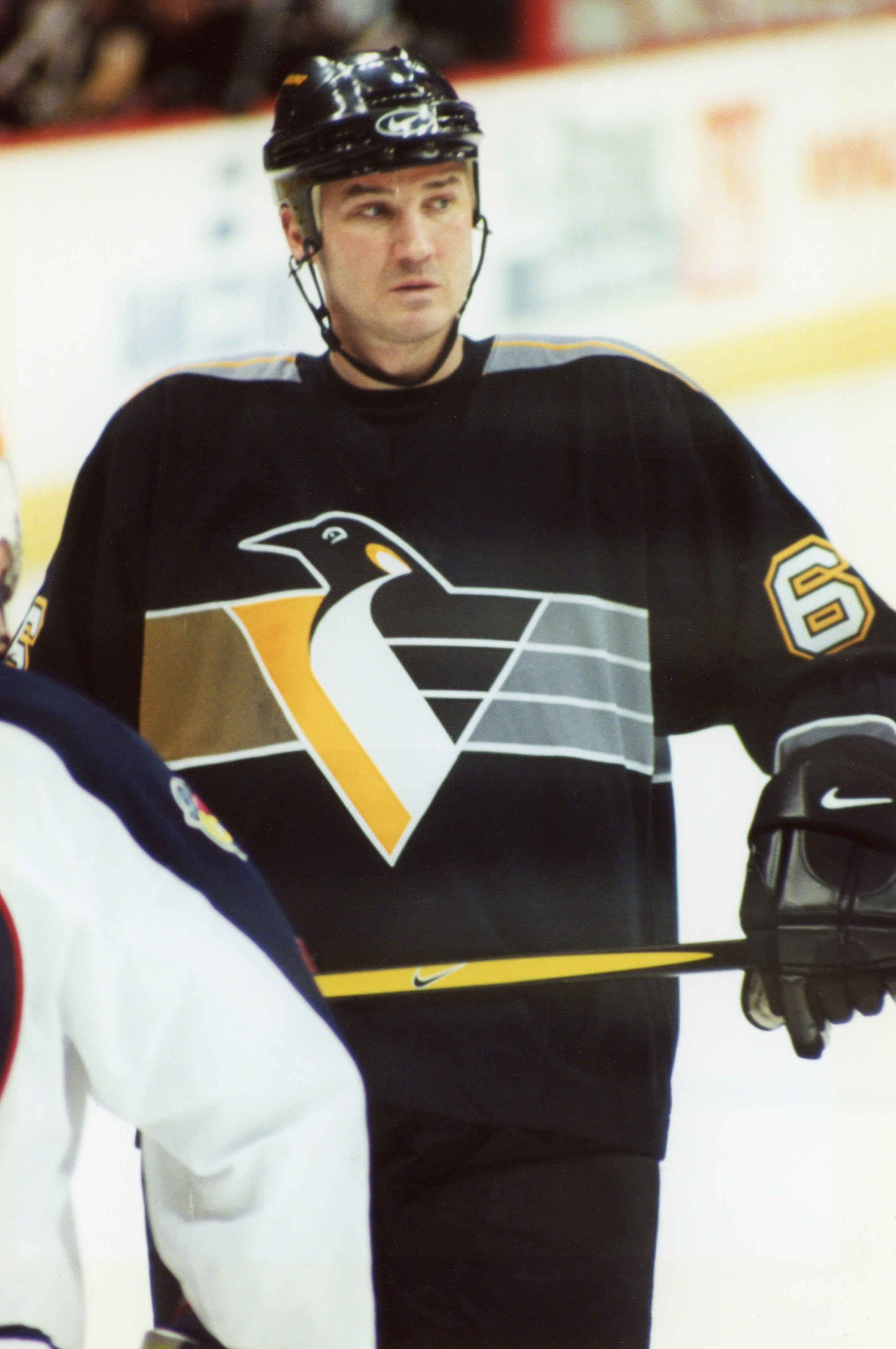
Маріо Лем'є

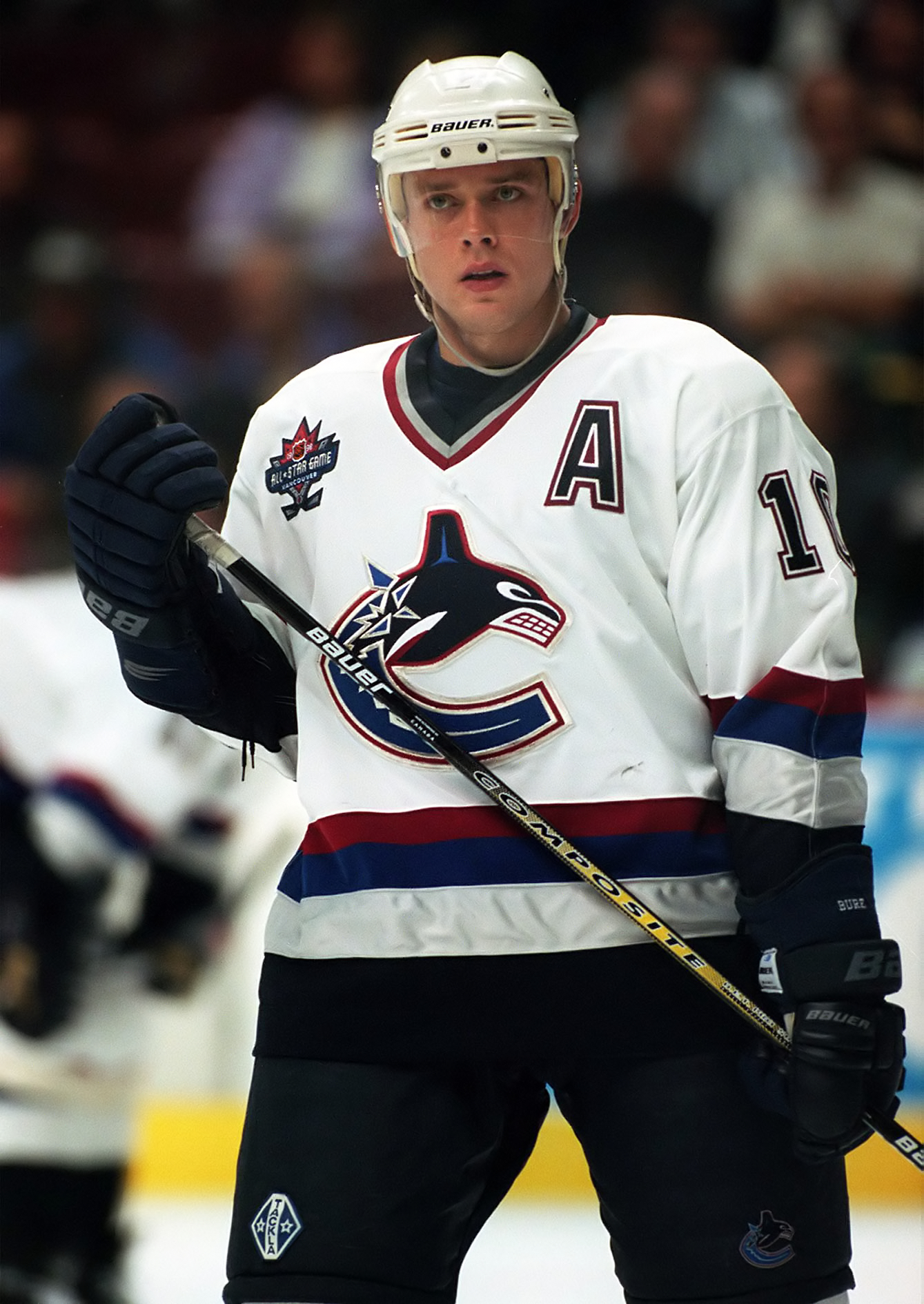
Павло Буре

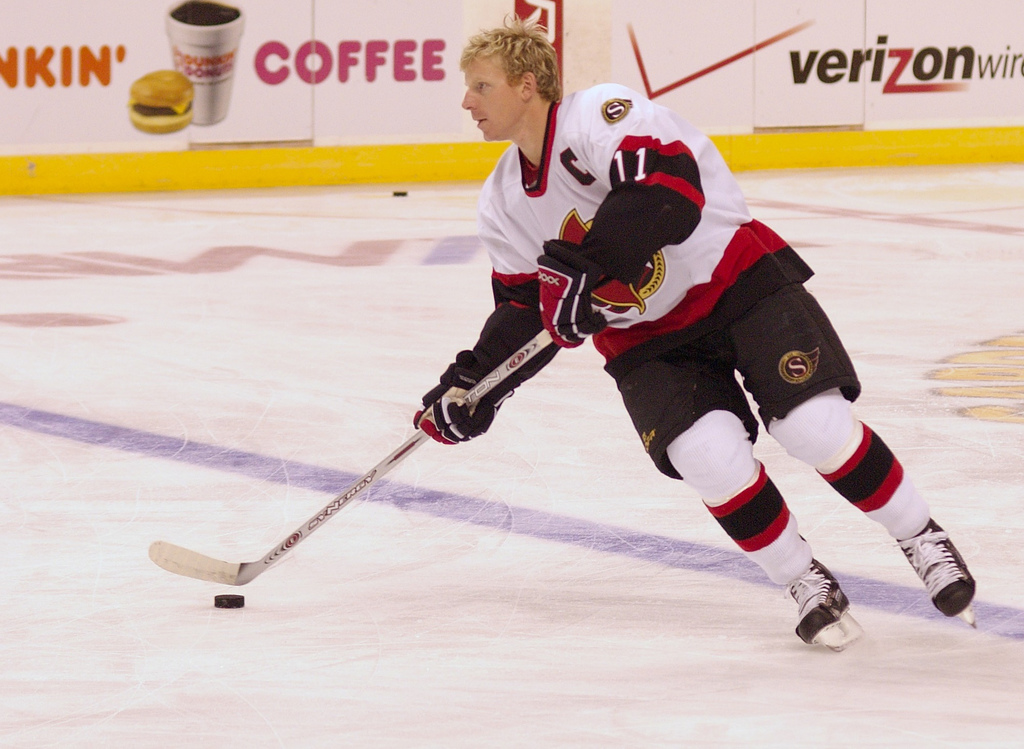
Даніель Альфредссон

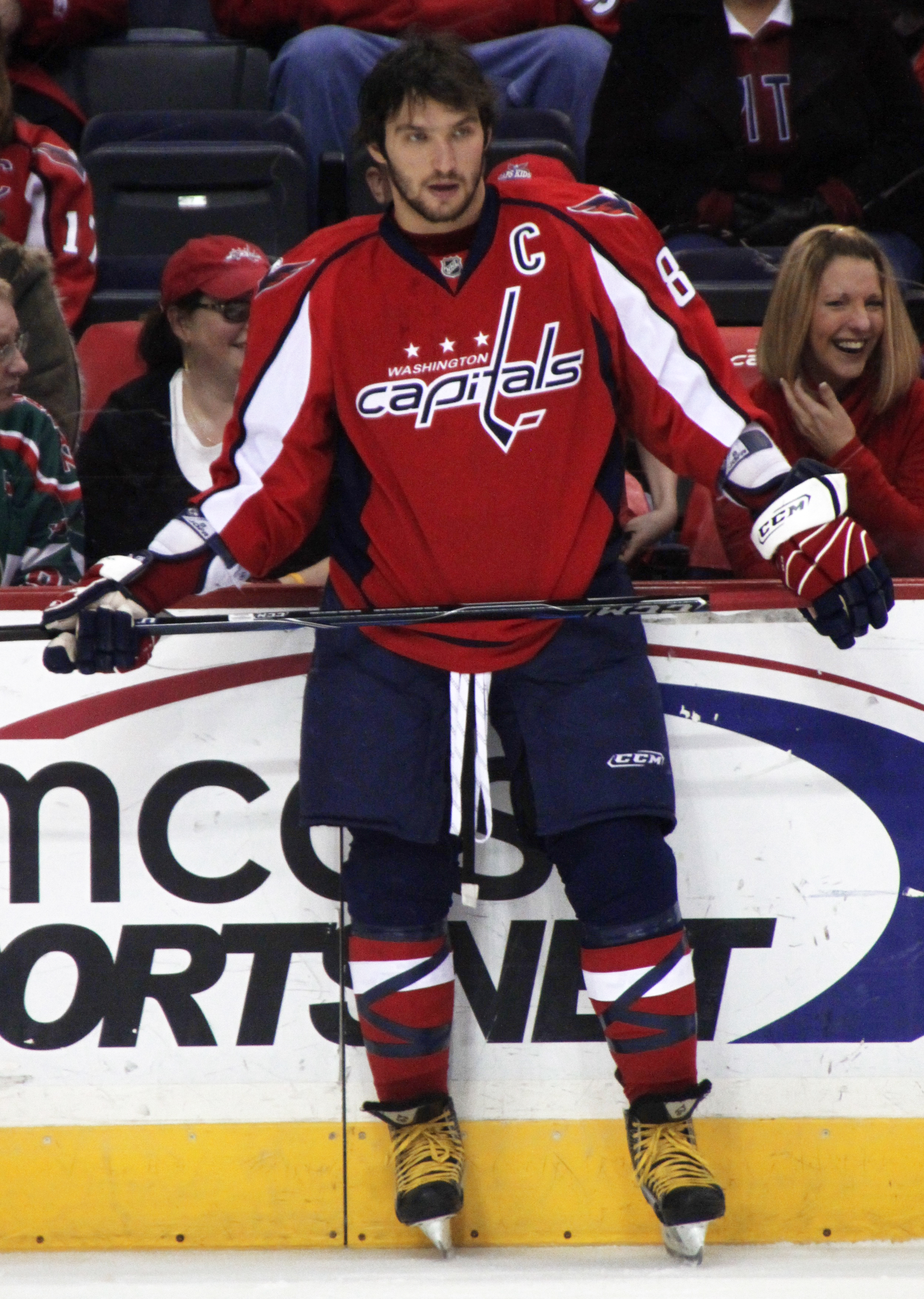
Олександр Овечкін

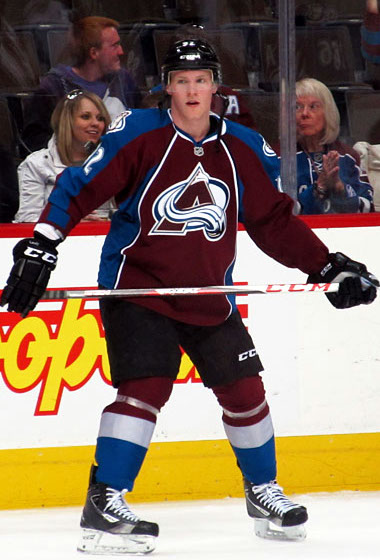
Габріель Ландескуг

| Ц  | центральний нападник |
| ЛН | лівий нападник       |
| З  | захисник             |
| ПН | правий нападник      |
| В  | воротар              |

| Сезон   | Гравець             | Команда              | Позиція | Вік |
| ------- | ------------------- | -------------------- | ------- | --- |
| 1932–33 | Карл Восс           | Детройт Ред-Вінгс    | Ц       | 25  |
| 1933–34 | Расс Блінко         | Монреаль Марунс      | Ц       | 25  |
| 1934–35 | Свіні Шрінер        | Нью-Йорк Амеріканс   | ЛН      | 22  |
| 1935–36 | Майк Каракас        | Чикаго Блек-Гокс     | В       | 23  |
| 1936–37 | Сіл Еппс            | Торонто Мейпл-Ліфс   | Ц       | 21  |
| 1937–38 | Каллі Дальстрем     | Чикаго Блек-Гокс     | Ц       | 24  |
| 1938–39 | Френк Брімсек       | Бостон Брюїнс        | В       | 24  |
| 1939–40 | Кілбі Макдональд    | Нью-Йорк Рейнджерс   | ЛН      | 25  |
| 1940–41 | Джонні Квілті       | Монреаль Канадієнс   | Ц       | 19  |
| 1941–42 | Грант Ворвік        | Нью-Йорк Рейнджерс   | ПН      | 19  |
| 1942–43 | Гей Стюарт          | Торонто Мейпл-Ліфс   | ПН      | 19  |
| 1943–44 | Гас Боднар          | Торонто Мейпл-Ліфс   | Ц       | 20  |
| 1944–45 | Френк Мак-Кул       | Торонто Мейпл-Ліфс   | В       | 25  |
| 1945–46 | Едгар Лапрейд       | Нью-Йорк Рейнджерс   | Ц       | 25  |
| 1946–47 | Гові Мікер          | Торонто Мейпл-Ліфс   | ПН      | 21  |
| 1947–48 | Джим Макфедден      | Детройт Ред-Вінгс    | Ц       | 27  |
| 1948–49 | Пентті Лунд         | Нью-Йорк Рейнджерс   | ПН      | 22  |
| 1949–50 | Джек Желіно         | Бостон Брюїнс        | В       | 24  |
| 1950–51 | Террі Савчук        | Детройт Ред-Вінгс    | В       | 20  |
| 1951–52 | Берні Жоффріон      | Монреаль Канадієнс   | ПН      | 20  |
| 1952–53 | Гамп Ворслі         | Нью-Йорк Рейнджерс   | В       | 23  |
| 1953–54 | Каміль Анрі         | Нью-Йорк Рейнджерс   | Ц       | 20  |
| 1954–55 | Ед Літценбергер     | Чикаго Блек-Гокс     | ПН      | 22  |
| 1955–56 | Гленн Голл          | Детройт Ред-Вінгс    | В       | 23  |
| 1956–57 | Ларрі Ріган         | Бостон Брюїнс        | ПН      | 26  |
| 1957–58 | Френк Маховлич      | Торонто Мейпл-Ліфс   | ЛН      | 19  |
| 1958–59 | Ральф Бекстром      | Монреаль Канадієнс   | Ц       | 20  |
| 1959–60 | Білл Хей            | Чикаго Блек-Гокс     | Ц       | 23  |
| 1960–61 | Дейв Кіон           | Торонто Мейпл-Ліфс   | Ц       | 20  |
| 1961–62 | Боббі Руссо         | Монреаль Канадієнс   | ПН      | 21  |
| 1962–63 | Кент Даглас         | Торонто Мейпл-Ліфс   | З       | 26  |
| 1963–64 | Жак Лаперр'єр       | Монреаль Канадієнс   | З       | 21  |
| 1964–65 | Роже Кроз'є         | Детройт Ред-Вінгс    | В       | 22  |
| 1965–66 | Бріт Селбі          | Торонто Мейпл-Ліфс   | ЛН      | 20  |
| 1966–67 | Боббі Орр           | Бостон Брюїнс        | З       | 18  |
| 1967–68 | Дерек Сендерсон     | Бостон Брюїнс        | Ц       | 21  |
| 1968–69 | Денні Грант         | Міннесота Норз-Старс | ПН      | 23  |
| 1969–70 | Тоні Еспозіто       | Чикаго Блек-Гокс     | В       | 26  |
| 1970–71 | Жільбер Перро       | Баффало Сейбрс       | Ц       | 19  |
| 1971–72 | Кен Драйден         | Монреаль Канадієнс   | В       | 24  |
| 1972–73 | Стів Вікерс         | Нью-Йорк Рейнджерс   | ЛН      | 21  |
| 1973–74 | Деніс Потвен        | Нью-Йорк Айлендерс   | З       | 19  |
| 1974–75 | Ерік Вайл           | Атланта Флеймс       | ЛН      | 20  |
| 1975–76 | Браєн Троттьє       | Нью-Йорк Айлендерс   | Ц       | 19  |
| 1976–77 | Віллі Плетт         | Атланта Флеймс       | ПН      | 21  |
| 1977–78 | Майк Боссі          | Нью-Йорк Айлендерс   | ПН      | 20  |
| 1978–79 | Боббі Сміт          | Міннесота Норз-Старс | Ц       | 20  |
| 1979–80 | Рей Бурк            | Бостон Брюїнс        | З       | 19  |
| 1980–81 | Петер Штястний      | Квебек Нордікс       | Ц       | 24  |
| 1981–82 | Дейл Хаверчук       | Вінніпег Джетс       | Ц       | 18  |
| 1982–83 | Стів Лармер         | Чикаго Блек-Гокс     | ПН      | 21  |
| 1983–84 | Том Баррассо        | Баффало Сейбрс       | В       | 18  |
| 1984–85 | Маріо Лем'є         | Піттсбург Пінгвінс   | Ц       | 19  |
| 1985–86 | Гері Сутер          | Калгарі Флеймс       | З       | 21  |
| 1986–87 | Люк Робітайл        | Лос-Анджелес Кінгс   | ЛН      | 20  |
| 1987–88 | Джо Ньювендайк      | Калгарі Флеймс       | Ц       | 21  |
| 1988–89 | Браєн Літч          | Нью-Йорк Рейнджерс   | З       | 20  |
| 1989–90 | Сергій Макаров      | Калгарі Флеймс       | ПН      | 31  |
| 1990–91 | Ед Белфор           | Чикаго Блекгокс      | В       | 25  |
| 1991–92 | Павло Буре          | Ванкувер Канакс      | ПН      | 20  |
| 1992–93 | Теему Селянне       | Вінніпег Джетс       | ПН      | 22  |
| 1993–94 | Мартен Бродер       | Нью-Джерсі Девілс    | В       | 21  |
| 1994–95 | Петер Форсберг      | Квебек Нордікс       | Ц       | 21  |
| 1995–96 | Даніель Альфредссон | Оттава Сенаторс      | ПН      | 22  |
| 1996–97 | Браєн Берар         | Нью-Йорк Айлендерс   | З       | 19  |
| 1997–98 | Сергій Самсонов     | Бостон Брюїнс        | ЛН      | 19  |
| 1998–99 | Кріс Друрі          | Колорадо Аваланш     | Ц       | 22  |
| 1999–00 | Скотт Гомес         | Нью-Джерсі Девілс    | Ц       | 19  |
| 2000–01 | Євген Набоков       | Сан-Хосе Шаркс       | В       | 25  |
| 2001–02 | Дені Гітлі          | Атланта Трешерс      | ПН      | 20  |
| 2002–03 | Баррет Джекман      | Сент-Луїс Блюз       | З       | 21  |
| 2003–04 | Ендрю Рейкрофт      | Бостон Брюїнс        | В       | 23  |
| 2004–05 | —                   | —                    | —       | —   |
| 2005–06 | Олександр Овечкін   | Вашингтон Кепіталс   | ЛН      | 20  |
| 2006–07 | Євген Малкін        | Піттсбург Пінгвінс   | Ц       | 20  |
| 2007–08 | Патрік Кейн         | Чикаго Блекгокс      | ПН      | 19  |
| 2008–09 | Стів Мейсон         | Колумбус Блю-Джекетс | В       | 21  |
| 2009–10 | Тайлер Майєрс       | Баффало Сейбрс       | З       | 20  |
| 2010–11 | Джефф Скіннер       | Кароліна Гаррікейнс  | Ц       | 18  |
| 2011–12 | Габріель Ландескуг  | Колорадо Аваланш     | ЛН      | 19  |
| 2012–13 | Джонатан Юбердо     | Флорида Пантерс      | ЛН      | 19  |
| 2013–14 | Натан Мак-Кіннон    | Колорадо Аваланш     | Ц       | 18  |
| 2014–15 | Аарон Екблад        | Флорида Пантерс      | З       | 19  |
| 2015–16 | Артемій Панарін     | Чикаго Блекгокс      | ЛН      | 24  |
| 2016–17 | Остон Метьюс        | Торонто Мейпл Ліфс   | Ц       | 19  |
| 2017–18 | Метью Барзал        | Нью-Йорк Айлендерс   | Ц       | 21  |
| 2018–19 | Еліас Петтерссон    | Ванкувер Канакс      | Ц       | 20  |
| 2019–20 | Кейл Макар          | Колорадо Аваланш     | З       | 21  |
| 2020–21 | Кирило Капризов     | Міннесота Вайлд      | ЛН      | 24  |
| 2021–22 | Моріц Зайдер        | Детройт Ред Вінгз    | З       | 21  |
| 2022–23 | Метті Бенірс        | Сіетл Кракен         | Ц       | 20  |
| 2023–24 | Коннор Бедард       | Чикаго Блекгокс      | Ц       | 19  |
| 2024–25 | Лейн Гатсон         | Монреаль Канадієнс   | З       | 21  |